# 亀田医療短期大学
亀田医療短期大学（かめだいりょうたんきだいがく）は、千葉県鴨川市太海において1994年に設置計画のあった日本の私立短期大学である。

## 概要
- 千葉県鴨川市において設置される予定のあった日本の私立短期大学で、設置の母体は医療法人鉄蕉会[注 1]
- 1954年設立の亀田病院附属准看護婦学校を源流とし、1978年に改組された亀田看護専門学校[4]を母体としていた。
- 1991年頃に、短期大学を設置すべく立地の確保がなされており、1994年度の開学を目指していた [注釈 2]が、実現されず引き続き旧来の看護専門学校として暫く存続することになった。
- 以後短期大学ではなく、四年制の大学として開学する方向で方針を転換し、2012年にそれが実現したため[注 2]、当然のことながら短大自体の設置計画はなくなった。

## 設置予定の学科
- 正式名称は不明。